# Hugh Johnson

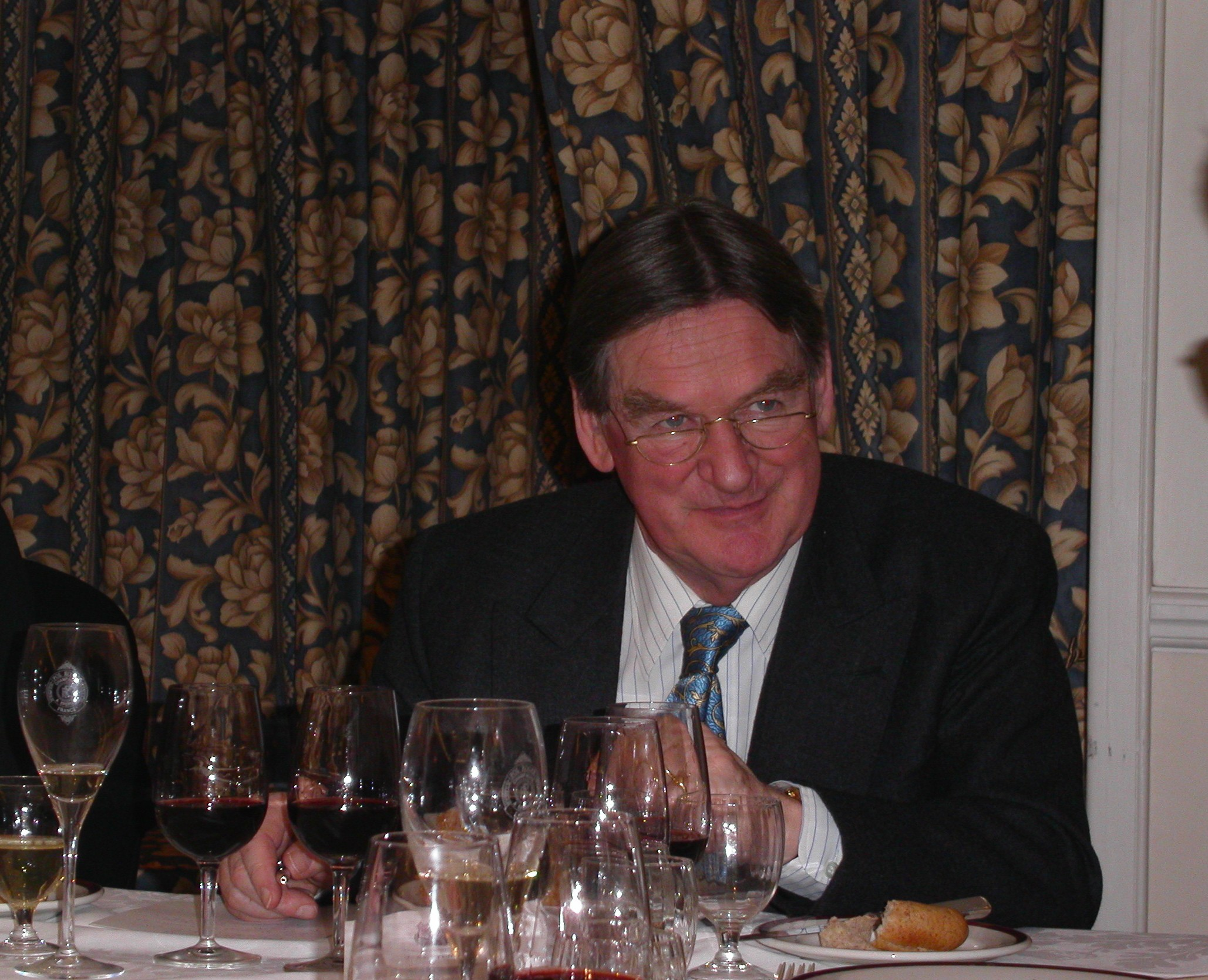
Hugh Johnson

Hugh Johnson (ur. 1939 w Londynie) – brytyjski popularyzator, smakosz i znawca win.
Autor popularnych Przewodników po Świecie Win. Pierwsze wydanie w Wielkiej Brytanii z 1977 zostało przetłumaczone na ponad 20 języków. Co roku ukazuje się nowe, zaktualizowane i poprawione wydanie Przewodnika, a jego ogólny nakład wyniósł do 2005 7,5 mln egzemplarzy.